# لينا شعبان
لينا شهرزاد شعبان (من مواليد 14 أبريل 1997، فرنسا) هي لاعبة كرة قدم مغربية-جزائرية، تلعب في مركز خط وسط في نادي فلوري 91، وتمثل الجزائر دولياً.

## مهنة النادي
لعب في بداية مسيرتها الكروية لنادي لومان، ولعبت مع نادي بريست وسان دوني ومونتوبان وفلوري، في فرنسا.

## مهنة دولية

### الجزائر
استدعيت في عام 2016 للعب مع المنتخب الجزائري للمشاركة في تصفيات كأس أمم إفريقيا.

### المغرب
ظهرت لأول مرة مع المغرب في 10 يونيو 2021 كبديلة في مباراة ودية ضد مالي، وكانت أول مباراة لها كلاعبة أساسية بعد أربعة أيام ضد نفس الخصم.

## روابط خارجية
- لينا شعبان على موقع قاعدة بيانات كرة القدم.إي يو (الإنجليزية)
- لينا شعبان على موقع Soccerway.com (الإنجليزية)
- لينا شعبان على موقع عالم كرة القدم.نت (الإنجليزية)
- لينا شعبان على موقع GSA (الإنجليزية)